# Élections législatives israéliennes de 2022
Les élections législatives israéliennes de 2022 ont lieu le 1er novembre 2022 en Israël pour désigner les 120 membres de la Knesset.
Initialement prévues pour le 31 octobre 2025 au plus tard, ces élections sont organisées de manière anticipée pour la cinquième fois consécutive en moins de quatre ans à la suite de l'émiettement de la coalition au pouvoir.
Le scrutin conduit à une alternance et au retour au pouvoir de Benyamin Netanyahou. Son parti, le Likoud demeure le premier parti à la Knesset avec un quart des sièges tandis que l'alliance de partis de droite et d'extrême-droite qu'il mène remporte la majorité absolue des sièges, grâce notamment au bon résultat de la liste commune réunissant le Parti sioniste religieux et Otzma Yehudit et aux divisions d'une partie de la gauche.

## Contexte

### Gouvernement Bennett-Lapid
Les élections législatives de mars 2021 sont organisées de manière anticipée pour la quatrième fois consécutive en moins de deux ans à la suite de l'échec de la Knesset à adopter un budget pour l'année 2020. Les tensions au sein du gouvernement mettent ainsi fin à l'accord conclu entre le Likoud du Premier ministre Benyamin Netanyahou et le parti Bleu et blanc de Benny Gantz, qui prévoyait que ce dernier deviennent Premier ministre en 2022.
S'il demeure la première force à la Knesset avec un quart des sièges, le Likoud subit un recul. Le 5 mai 2021, le président Reuven Rivlin confie le mandat de former une coalition à Yaïr Lapid, dont le parti Yesh Atid est arrivé deuxième,. Il finit par recevoir le soutien du Yamina de Naftali Bennett, puis de Bleu et Blanc de Benny Gantz, du Parti travailliste de Merav Michaeli, d'Israel Beytenou de Liebermann, du Nouvel Espoir de Saar, ainsi que du Meretz de Nitzan Horowitz. Pour obtenir la majorité des députés, le gouvernement doit encore avoir le soutien de députés arabes israéliens réunis au sein de la Liste arabe unie. Il finit par obtenir leur soutien et annonce le 2 juin peu avant minuit avoir réussi à former une coalition. L'accord conclu entre les nombreux partis prévoit que Bennett soit Premier ministre au cours des deux premières années — jusqu'en août 2023 — avant de passer la main à Lapid, qui doit entretemps être Premier ministre alternatif et ministre des Affaires étrangères. L'accord doit ensuite permettre à Lapid de rester en poste jusqu'au terme de la législature en novembre 2025,. Le gouvernement Lapid-Bennett est approuvé par un vote de confiance de la Knesset le 13 juin. 60 députés votent pour la nouvelle coalition et 59 contre, le dernier s'abstenant,,.
Le Likoud tente entretemps en vain d'invalider la formation du gouvernement, arguant que c'est le formateur désigné par le président qui doit diriger le gouvernement, soit Lapid et non Bennett. Cette objection est cependant rejetée par la présidence. Netanyahou va ainsi jusqu'à proposer à Benny Gantz de démissionner immédiatement pour devenir Premier ministre pendant trois ans comme le voulait leur précédent accord, en vain.

### Dissolution de la Knesset
Le gouvernement ne dispose dès son origine que d'une fragile majorité d'une voix sur l'opposition. En avril 2022, la défection d'un député de Yamina la lui fait perdre, plaçant les deux blocs à égalité au parlement. Le gouvernement finit par devenir minoritaire courant 2022. Une première fois du 19 au 22 mai, à la suite de la démission de la députée du Meretz Jida Rinawie Zoabi avant que celle-ci ne revienne dessus,. Puis à nouveau le 13 juin, le député de Yamina Nir Orbach démissionnant à son tour.
Le Likoud annonce rapidement son intention de déposer une motion de dissolution de la Knesset le 22 juin. Deux jours avant cette dernière, après avoir survécu à deux motions de censure de l'opposition mais avoir échoué à proroger la loi sur les colonies, Bennett et Lapid conviennent de dissoudre la Knesset et d'organiser des législatives anticipées en octobre 2022,.
La motion de dissolution de la Knesset est adoptée en lecture préliminaire le 23 juin et en première lecture le 28 juin. Deux autres lectures ont lieu avant la dissolution, actée le 30 juin,. Comme le prévoyait l'accord de coalition, l'intérim est assuré par Yaïr Lapid, qui devient Premier ministre le 1er juillet 2022 jusqu'à la formation du nouveau cabinet par la prochaine législature. Bennett annonce quant à lui son retrait de la vie politique, et cède la direction de Yamina à Ayelet Shaked le 29 juin.

## Mode de scrutin

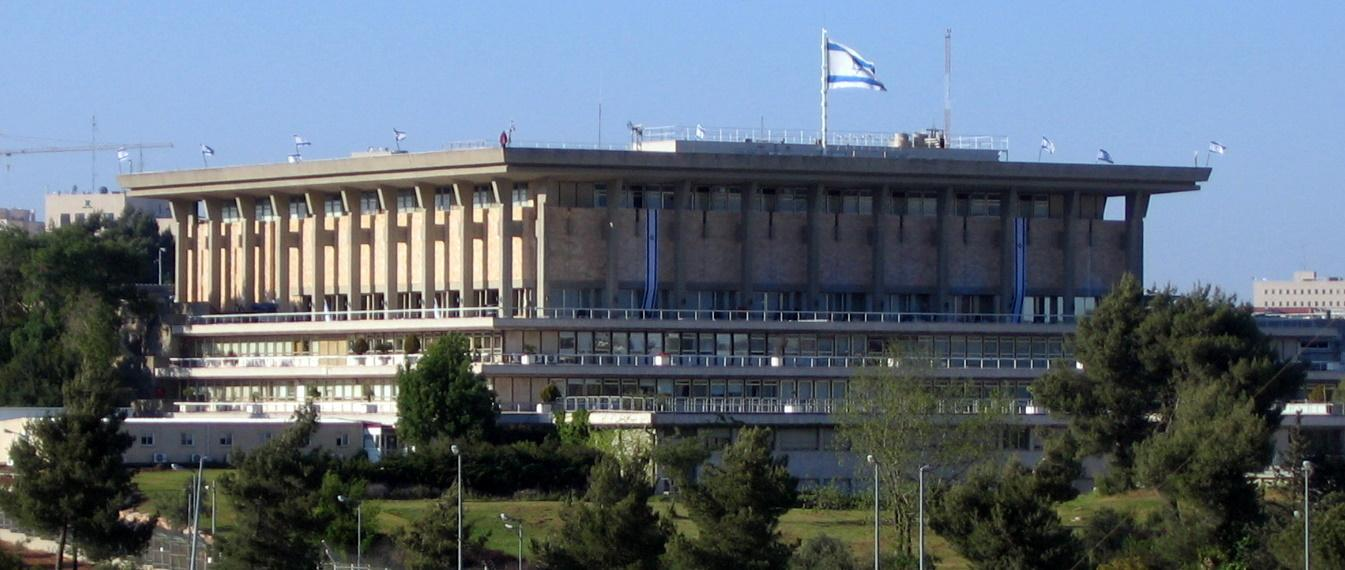
Bâtiment de la Knesset à Jérusalem.

Israël est doté d'un parlement unicaméral, la Knesset, dont les 120 sièges sont pourvus tous les quatre ans, au plus tard le troisième mardi du mois hébraïque de heshvan, au scrutin proportionnel plurinominal avec listes bloquées et seuil électoral de 3,25 % dans une seule circonscription nationale. Après décompte des voix, les sièges sont répartis à la proportionnelle aux candidats de tous les partis ayant franchi ce seuil, une première fois sur la base du quotient simple, puis pour les sièges restants selon la méthode de la plus forte moyenne, connue en Israël sous le nom de « Méthode de Bader–Ofer ».
La loi électorale prévoit cependant la possibilité pour deux partis de signer un accord d'apparentement avant les élections, ce qui leur permet alors d'augmenter leur chance de se voir attribuer un siège lors du calcul de la répartition des sièges restants.

## Forces en présence
Le tableau ci-dessous présente les principaux partis ou coalitions en lice pour le scrutin. Certains partis mineurs des coalitions peuvent ne pas y être représentés.
| Partis ou coalitions | Partis ou coalitions        | Idéologie | Dirigeants          | Bloc            | Résultats en 2021           |
| --- | --------------------------- | --- | ------------------- | --------------- | --------------------------- |
| | Likoud                      | Centre droit à extrême droite Sionisme, national-libéralisme, conservatisme                                                                             | Benyamin Netanyahou | Pro-Netanyahou  | 24,19 % des voix 30 députés |
| | Yesh Atid                   | Centre Sionisme, libéralisme, libéralisme économique, sécularisme                                                                                       | Yaïr Lapid          | Anti-Netanyahou | 13,93 % des voix 17 députés |
| | Parti de l'unité nationale  | Hosen L'Yisrael : Centre Sionisme, libéralisme, national-libéralisme, libéralisme économique                                                            | Benny Gantz         | Anti-Netanyahou | 6,63 % des voix 8 députés   |
| Nouvel Espoir : Centre droit à droite National-libéralisme                                                                                          | Parti de l'unité nationale  | 4,74 % des voix 6 députés | Benny Gantz         | Anti-Netanyahou |                             |
| | Shas                        | Centre à extrême droite Défense des ultraorthodoxes séfarades et mizrahim, populisme                                                                    | Aryé Dery           | Pro-Netanyahou  | 7,17 % des voix 9 députés   |
| | Le Foyer juif               | Le Foyer juif : Droite radicale à extrême droite Sionisme religieux, national-conservatisme, conservatisme social, défense des colons et des orthodoxes | Ayelet Shaked       | Neutre          | Pas candidat                |
| Yamina : Droite à extrême droite Nationalisme, néosionisme, libéralisme économique                                                                  | Le Foyer juif               | 6,21 % des voix 7 députés | Ayelet Shaked       | Neutre          |                             |
| | Parti travailliste          | Centre gauche Socialisme, sionisme travailliste, pro-solution à deux États                                                                              | Merav Michaeli      | Anti-Netanyahou | 6,09 % des voix 7 députés   |
| | Judaïsme unifié de la Torah | Droite à extrême droite Défense des ultraorthodoxes ashkénazes                                                                                          | Yitzhak Goldknopf   | Pro-Netanyahou  | 5,63 % des voix 7 députés   |
| | Israel Beytenou             | Centre droit à extrême droite National-conservatisme, sionisme révisionniste, libéralisme économique, sécularisme                                       | Avigdor Liberman    | Anti-Netanyahou | 5,63 % des voix 7 députés   |
| | Parti sioniste religieux    | Parti sioniste religieux : Extrême droite Ultranationalisme, Sionisme religieux, conservatisme religieux, conservatisme social, pro-Grand Israël        | Bezalel Smotrich    | Pro-Netanyahou  | 5,12 % des voix 6 députés   |
| Otzma Yehudit : Extrême droite Ultranationalisme, kahanisme, sionisme religieux, conservatisme religieux, pro-solution à un État et État halakhique | Parti sioniste religieux    | | Bezalel Smotrich    | Pro-Netanyahou  | 5,12 % des voix 6 députés   |
| Noam : Extrême droite Homophobie, anti-LGBT, sionisme religieux, conservatisme religieux, conservatisme social                                      | Parti sioniste religieux    | | Bezalel Smotrich    | Pro-Netanyahou  | 5,12 % des voix 6 députés   |
| | Meretz                      | Gauche Social-démocratie, sionisme travailliste, sécularisme, écologie politique                                                                        | Zehava Gal-On       | Anti-Netanyahou | 4,59 % des voix 6 députés   |
| | Hadash-Ta'al                | Ta'al : attrape-tout Nationalisme arabe, défense des Arabes israéliens, antisionisme                                                                    | Ayman Odeh          | Anti-Netanyahou | En coalition 5 députés      |
| Hadash : extrême gauche Marxisme-léninisme, pro-solution à deux États, non-sionisme                                                                 | Hadash-Ta'al                | | Ayman Odeh          | Anti-Netanyahou | En coalition 5 députés      |
| | Liste arabe unie            | Attrape-tout Défense des arabes israéliens, islamisme                                                                                                   | Mansour Abbas       | Anti-Netanyahou | 3,79 % des voix 4 députés   |
| | Balad                       | Gauche Nationalisme arabe, sécularisme, panarabisme, antisionisme                                                                                       | Sami Abu Shehadeh   | Anti-Netanyahou | En coalition 1 député       |

## Campagne

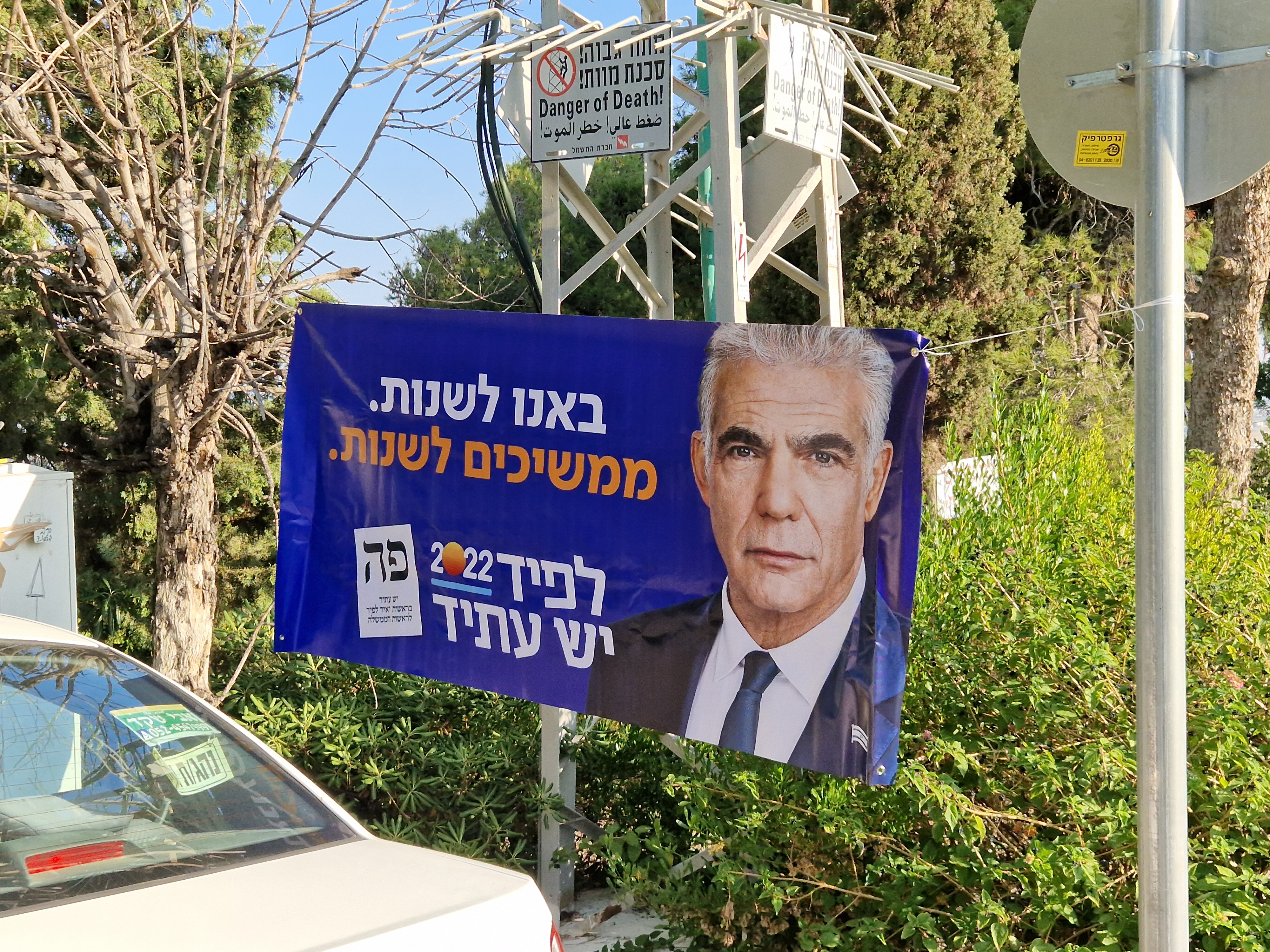
Banderole électorale en faveur de Yesh Atid, figurant Yaïr Lapid

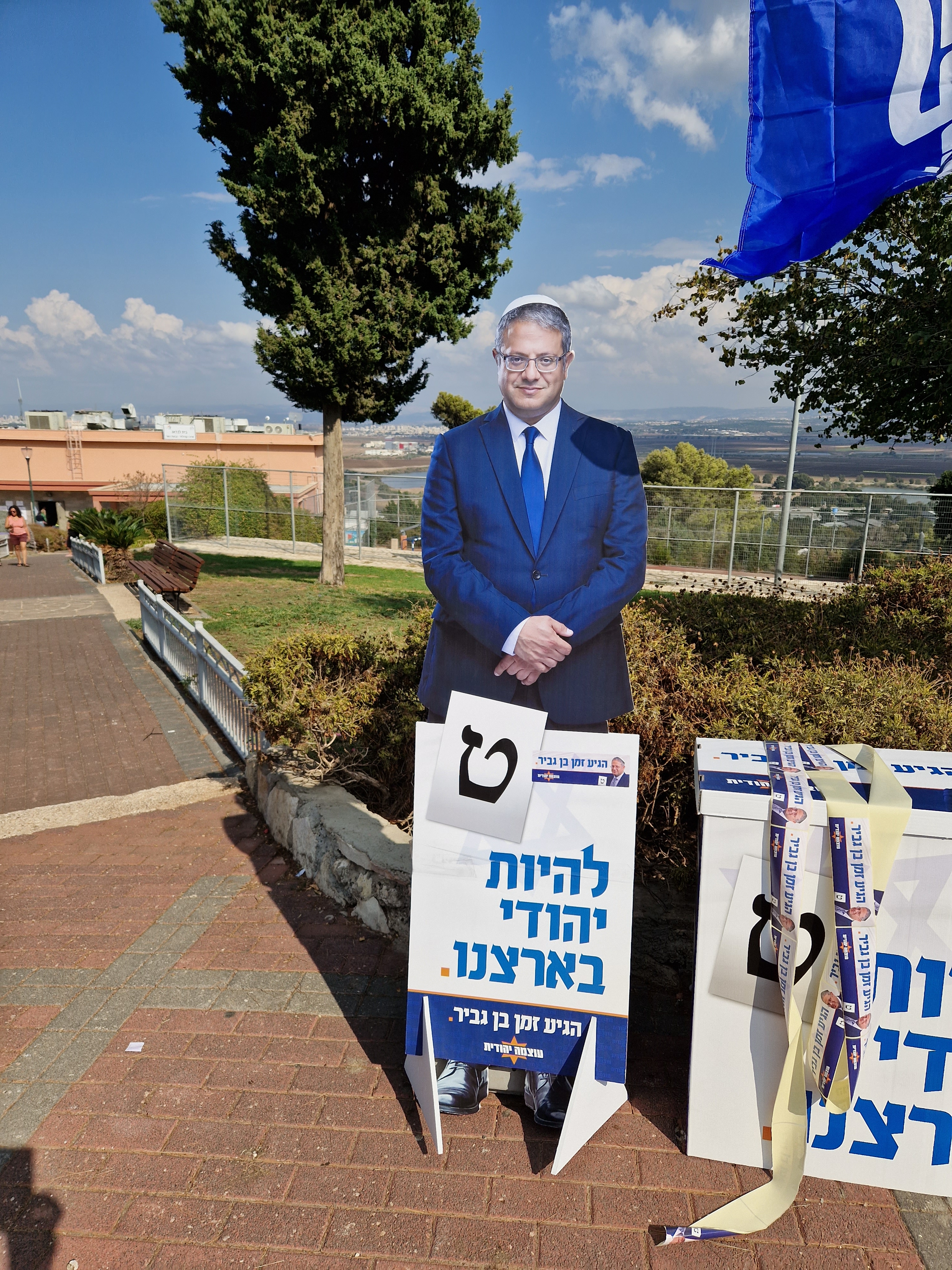
Panneau électoral en faveur du Parti sioniste religieux, figurant Itamar Ben-Gvir

### Thèmes
Les enquêtes d’opinion relèvent une radicalisation de l'électorat. Ainsi, le pourcentage d’Israéliens juifs qui pensent que les Juifs devraient bénéficier de davantage de droits que les non-Juifs est passé de 25 % en 2015 à 42 % en 2021, ce qui est jugé susceptible de favoriser les formations d’extrême droite.
Les questions économiques prennent toutefois plus de place dans le débat public par rapport aux précédentes élections. Alors que 27,6 % de la population israélienne vivait dans la pauvreté en 2021, la hausse de l'inflation et des taux d’intérêt, qui viennent accentuer un coût de la vie parmi les plus élevés du monde, conduisent 44 % des Israéliens interrogés à déclarer que les questions économiques influenceront leur vote en 2022. Il s'agit alors d'un niveau historique dans un pays, où le débat politique est traditionnellement focalisé sur les questions sécuritaires.

### Revirements d'alliance
La campagne est marquée par « l'implosion » de la Liste arabe unifiée. En répartissant les voix arabes sur plusieurs listes séparées, sans apparentements et davantage soumises au risque de ne pas atteindre le seuil électoral, cette situation pourrait entraîner une augmentation de sièges pour le Likoud et ses alliés.
Le parti ultra-nationaliste Otzma Yehudit décide initialement de concourir seul à la suite de désaccords avec le Parti sioniste religieux. Porté par la popularité d'Itamar Ben-Gvir, il est donné à 10 % d'intentions de vote. Le 26 août cependant, les deux partis s'entendent sur une ré-unification. Otzma Yehudit s'allie également au Likoud de Benyamin Netanyahou. L'accord entre les deux formations comprend notamment l'entrée d'Itamar Ben-Gvir en tant que ministre au sein d'un futur gouvernement.

### Affrontements à Naplouse
Dans les mois qui précèdent le scrutin, une faction palestinienne appelée Tanière du Lion (en), formée par d'anciens membres de groupes terroristes palestiniens et originaire de Naplouse, attaque des cibles israéliennes toutes les nuits aux alentours de la ville. Alors que les fusillades ne faisaient jusqu'à présent aucun blessé grave, le groupe revendique le meurtre du sergent Ido Baruch le 11 octobre lors d'une manifestation contre les récentes fusillades à Naplouse. Par ailleurs, la Tanière du Lion partage des vidéos de certaines attaques sur les réseaux sociaux, obtenant de nombreux messages de soutien parmi les jeunes Palestiniens.
Cette escalade entraine la fermeture de la ville de Naplouse par les autorités israéliennes et de vastes opérations anti-terroristes. Le blocage semble avoir été efficace, bien que le groupe terroriste n'ait pas cessé ses attaques, qu'il voit comme des actes de résistance contre la présence d'Israël dans la région de Naplouse.
Le 19 octobre, des colons israéliens attaquent des soldats israéliens après avoir caillaissé des véhicules appartenant à des Palestiniens, toujours dans la région de Naplouse. Cette rare attaque contre des soldats israéliens par des Israéliens est condamnée par toute la classe politique. Le nationaliste Ben-Gvir, dont la popularité est en hausse, prétend que les colons réagissaient à des caillaissages de véhicules israéliens par des Palestiniens. Celui-ci condamne l'agression contre les soldats mais pointe également comme responsable le gouvernement et l'accuse d'inaction dans le combat contre le terrorisme. Depuis quelques semaines, des attaques de colons juifs contre des Palestiniens ont lieu dans la région.

## Résultats
|                           |                                        |           |       |               |        |               |  |  |  |
| Parti                     | Parti                                  | Voix      | %     | +/-           | Sièges | +/-           |  |  |  |
|                           | Likoud                                 | 1 115 336 | 23,41 | 0,78          | 32     | 3             |  |  |  |
|                           | Yesh Atid                              | 847 435   | 17,79 | 3,86          | 24     | 7             |  |  |  |
|                           | Parti sioniste religieux               | 516 470   | 10,84 | 5,72          | 14     | 7             |  |  |  |
|                           | Parti de l'unité nationale             | 432 482   | 9,08  | 2,29          | 12     | 2             |  |  |  |
|                           | Shas                                   | 392 964   | 8,25  | 1,08          | 11     | 2             |  |  |  |
|                           | Judaïsme unifié de la Torah            | 280 194   | 5,88  | 0,25          | 7      | en stagnation |  |  |  |
|                           | Israel Beytenou                        | 213 687   | 4,48  | 1,15          | 6      | 1             |  |  |  |
|                           | Liste arabe unie                       | 194 047   | 4,07  | 0,28          | 5      | 1             |  |  |  |
|                           | Hadash-Ta'al                           | 178 735   | 3,75  | –             | 5      | en stagnation |  |  |  |
|                           | Parti travailliste                     | 175 992   | 3,69  | 2,40          | 4      | 3             |  |  |  |
|                           | Meretz                                 | 150 793   | 3,16  | 1,43          | 0      | 6             |  |  |  |
|                           | Balad                                  | 138 617   | 2,91  | –             | 0      | 1             |  |  |  |
|                           | Le Foyer juif                          | 56 775    | 1,19  | 5,02          | 0      | 7             |  |  |  |
|                           | Liberté économique                     | 15 801    | 0,33  | Nv            | 0      | en stagnation |  |  |  |
|                           | Avec courage pour vous                 | 14 694    | 0,31  | Nv            | 0      | en stagnation |  |  |  |
|                           | Nouveau Parti économique               | 13 920    | 0,29  | 0,50          | 0      | en stagnation |  |  |  |
|                           | Jeunesse fervente                      | 8 800     | 0,18  | Nv            | 0      | en stagnation |  |  |  |
|                           | Parti pirate                           | 1 728     | 0,04  | 0,01          | 0      | en stagnation |  |  |  |
|                           | Voix de l'environnement et des vivants | 1 618     | 0,03  | Nv            | 0      | en stagnation |  |  |  |
|                           | Ale Yarok                              | 1 524     | 0,03  | N/a           | 0      | en stagnation |  |  |  |
|                           | Nativ                                  | 1 354     | 0,03  | Nv            | 0      | en stagnation |  |  |  |
|                           | Chaque vote compte                     | 1 292     | 0,03  | Nv            | 0      | en stagnation |  |  |  |
|                           | Il y a une direction                   | 1 215     | 0,03  | Nv            | 0      | en stagnation |  |  |  |
|                           | Israël démocratique libre              | 1 157     | 0,02  | Nv            | 0      | en stagnation |  |  |  |
|                           | Nouvel Ordre                           | 1 078     | 0,02  | 0,01          | 0      | en stagnation |  |  |  |
|                           | Les nouveaux indépendants              | 1 020     | 0,02  | Nv            | 0      | en stagnation |  |  |  |
|                           | Direction sociale                      | 988       | 0,02  | en stagnation | 0      | en stagnation |  |  |  |
|                           | 30/40                                  | 939       | 0,02  | Nv            | 0      | en stagnation |  |  |  |
|                           | Toi et moi                             | 746       | 0,02  | 0,01          | 0      | en stagnation |  |  |  |
|                           | Pouvoir social Aube                    | 430       | 0,01  | Nv            | 0      | en stagnation |  |  |  |
|                           | Cœur juif                              | 415       | 0,01  | en stagnation | 0      | en stagnation |  |  |  |
|                           | Bloc biblique                          | 411       | 0,01  | en stagnation | 0      | en stagnation |  |  |  |
|                           | Respect pour l'humanité                | 350       | 0,01  | Nv            | 0      | en stagnation |  |  |  |
|                           | Nous                                   | 334       | 0,01  | en stagnation | 0      | en stagnation |  |  |  |
|                           | Tsomet                                 | 292       | 0,01  | en stagnation | 0      | en stagnation |  |  |  |
|                           | Ordre du moment                        | 262       | 0,01  | Nv            | 0      | en stagnation |  |  |  |
|                           | Shama                                  | 255       | 0,01  | en stagnation | 0      | en stagnation |  |  |  |
|                           | Alliance commune                       | 234       | 0,00  | en stagnation | 0      | en stagnation |  |  |  |
|                           | Kama                                   | 205       | 0,00  | Nv            | 0      | en stagnation |  |  |  |
|                           | Le pouvoir d'influer                   | 153       | 0,00  | Nv            | 0      | en stagnation |  |  |  |
|                           |                                        |           |       |               |        |               |  |  |  |
| Suffrages exprimés        | Suffrages exprimés                     | 4 764 742 | 99,38 |               |        |               |  |  |  |
| Votes blancs et invalides | Votes blancs et invalides              | 29 851    | 0,62  |               |        |               |  |  |  |
| Total                     | Total                                  | 4 794 593 | 100   | –             | 120    | en stagnation |  |  |  |
| Abstentions               | Abstentions                            | 1 994 211 | 29,37 |               |        |               |  |  |  |
| Inscrits / Participation  | Inscrits / Participation               | 6 788 804 | 70,63 |               |        |               |  |  |  |

## Analyse
Le scrutin est une victoire pour les forces pro-Netanyahou : avec 64 sièges, les partis soutenant l'ancien Premier ministre — Likoud, Shas, Judaïsme unifié de la Torah et Parti sioniste religieux — obtiennent la majorité absolue à la Knesset. Le Premier ministre, Yaïr Lapid, appelle Benyamin Netanyahou le 3 novembre pour reconnaitre sa défaite et le féliciter, en prévision de leur passation de pouvoir.
La défaite des forces anti-Netanyahou est notamment attribuée à leurs divisions. Les partis Meretz et Balad manquent de peu de franchir le seuil électoral de 3,25 % des suffrages, privant l'opposition au dirigeant du Likoud de sept sièges obtenus en 2021. Le Meretz manque ainsi le seuil d'à peine 4 000 voix, ce qui lui fait perdre ses six sièges. C'est la première fois de son histoire que le parti perd toute représentation à la Knesset. La coalition Hadash-Ta'al n'obtient quant à elle que cinq sièges, contre six obtenus en 2021 avec le Balad au sein de la Liste unifiée. La victoire de la coalition pro-Netanyahou est à l'inverse consolidée par les bons résultats de la liste commune formée par le Parti sioniste religieux et Otzma Yehudit, qui doublent ensemble leur nombre de sièges,.

## Conséquences
Le 13 novembre suivant, Netanyahou est officiellement désigné pour former un gouvernement par le président Isaac Herzog.
Les négociations sont retardées en raison de désaccords entre le Likoud et le Parti sioniste religieux. Ce dernier accuse le Likud de vouloir reléguer au second plan et humilier le parti dans une déclaration publiée le 23 novembre. Ce à quoi le Likoud répond en une seule phrase : « Bezalel, en ce jour d'attaques terroristes meurtrières où le public attend un gouvernement qui redonne un sentiment de sécurité au peuple d'Israël - renoncez aux postes et formez dès ce soir un gouvernement entièrement de droite. ». Ainsi, le président Herzog accorde-t-il un délai supplémentaire de dix jours, jusqu'au 21 décembre, pour former un gouvernement. À quelques minutes de la fin du délai, il annonce avoir constitué une coalition. Le gouvernement Netanyahou VI, formé d'une coalition Likoud-Shas-Judaïsme unifié de la Torah-Parti sioniste religieux-Otzma Yehudit-Noam, obtient le vote de confiance de la Knesset le 29 décembre 2022 par 63 voix sur 120.